# Psáře
Psáře jsou obec v okrese Benešov ve Středočeském kraji. Žije zde 142 obyvatel. Ve vzdálenosti osm kilometrů jihozápadně leží město Vlašim, dvacet kilometrů západně město Benešov, 31 kilometrů severovýchodně město Kutná Hora a 32 kilometrů východně město Světlá nad Sázavou.

## Historie
První písemná zmínka o vesnici pochází z roku 1352.

## Obyvatelstvo
| Rok            | 1869 | 1880 | 1890 | 1900 | 1910 | 1921 | 1930 | 1950 | 1961 | 1970 | 1980 | 1991 | 2001 | 2011 | 2021 |
| -------------- | ---- | ---- | ---- | ---- | ---- | ---- | ---- | ---- | ---- | ---- | ---- | ---- | ---- | ---- | ---- |
| Počet obyvatel | 431  | 438  | 421  | 410  | 380  | 379  | 336  | 256  | 240  | 203  | 165  | 137  | 121  | 126  | 129  |
| Počet domů     | 53   | 56   | 64   | 66   | 61   | 60   | 66   | 68   | 64   | 60   | 49   | 73   | 68   | 74   | 77   |

## Obecní správa

### Územněsprávní začlenění
Dějiny územněsprávního začleňování zahrnují období od roku 1850 do současnosti. V chronologickém přehledu je uvedena územně administrativní příslušnost obce v roce, kdy ke změně došlo:
- 1850 země česká, kraj České Budějovice, politický okres Benešov, soudní okres Vlašim[7]
- 1855 země česká, kraj Tábor, soudní okres Vlašim
- 1868 země česká, politický okres Benešov, soudní okres Vlašim
- 1937 země česká, politický i soudní okres Vlašim[8]
- 1939 země česká, Oberlandrat Německý Brod, politický i soudní okres Vlašim[9]
- 1942 země česká, Oberlandrat Praha, politický okres Benešov, soudní okres Vlašim[10]
- 1945 země česká, správní i soudní okres Vlašim[11]
- 1949 Pražský kraj, okres Vlašim[12]
- 1960 Středočeský kraj, okres Benešov
- k 1. lednu 1986 Středočeský kraj, okres Benešov, město Vlašim[13]
- k 24. listopadu 1990 Středočeský kraj, okres Benešov[13]
- 2003 Středočeský kraj, okres Benešov, obec s rozšířenou působností Vlašim

### Části obce
- Dubovka
- Psáře

### Obecní symboly
Znak a vlajka byly obci uděleny rozhodnutím předsedy Poslanecké sněmovny Parlamentu České republiky dne 6. ledna 2021.

## Doprava
Území obce protínají dálnice D1 s exitem 49 (Psáře), silnice II/125 v úseku Vlašim – Uhlířské Janovice a silnice III/12516 spojující silnici II/125 s obcí.
Železniční trať ani stanice na území obce nejsou. V obci v roce 2012 zastavovaly autobusové linky jedoucí například do těchto cílů: České Budějovice, Kácov, Kolín, Louňovice pod Blaníkem, Tábor, Vlašim. Obcí prochází cyklotrasa č. 0071 Čechtice – Trhový Štěpánov – Psáře – Český Šternberk.

## Pamětihodnosti
- Psářské tvrziště
- Kostel Nejsvětější Trojice